# Мамхег
Мамхег (рос. Мамхег; адиг. Мамхыгъ) — аул Шовгеновського району Адигеї Росії. Входить до складу Мамхегського сільського поселення.
Населення — 2017 осіб (2015 рік).